# Diego Buonanotte

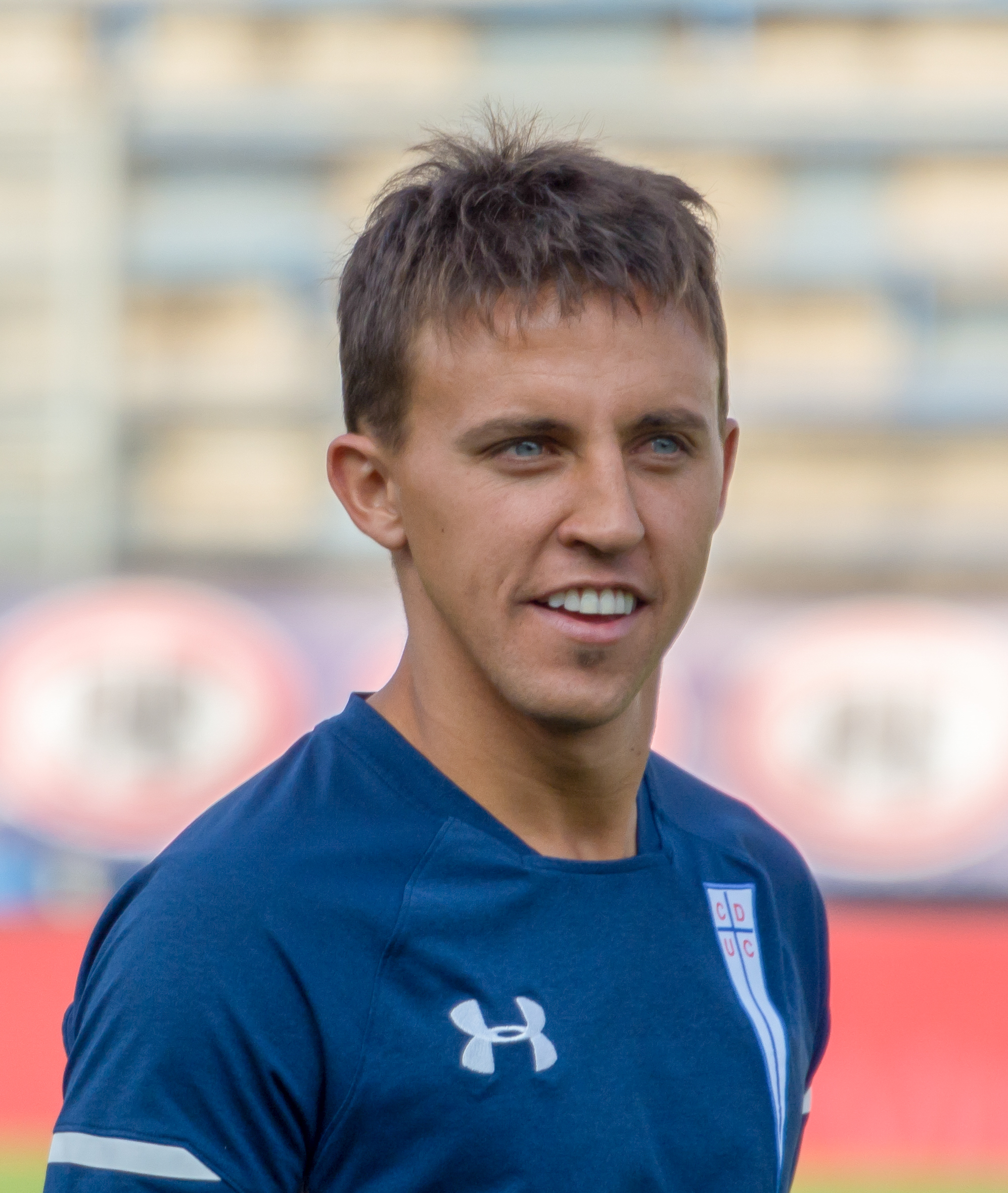

Diego Buonanotte, född 19 april 1988, är en argentinsk fotbollsspelare. Han spelar i klubben Granada. Buonanotte är 157 cm lång. Han spelar som offensiv mittfältare centralt eller till vänster. Han är en teknisk dribbler med en bra vänsterfot.
Buonanotte fick sitt genombrott under Clausura 2008 (vårturneringen 2008) då han vann ligan med River Plate och var lagets bästa målskytt med nio mål, två i den avgörande matchen mot Olimpo. Under sommaren 2008 blev han uttagen till OS-truppen.
Diego Buonanotte gick i januari 2013 till Granada CF.